# جي. سي. دونكان
جي. سي. دونكان هو فلاح وسياسي أمريكي، ولد في 27 يونيو 1929 في لايمان في الولايات المتحدة. انتخب عضو مجلس نواب كارولاينا الجنوبية ‏.